# Спитери Дебоно, Мириам
Мириам Спитери Дебоно (мальт. Miriam Spiteri Debono; род. 25 октября 1952, Виктория) — мальтийский политик, 11-й президент Мальты с 4 апреля 2024 года. Она первая гоцитанская женщина, избранная на этот пост. Спитери Дебоно также была спикером Палаты представителей Мальты в 1996—1998 годах и первой женщиной, занявшей эту должность.

## Ранняя жизнь и карьера
Спитери Дебоно, урождённая Мириам Заммит, родилась в Виктории, Гозо, в семье Павла Заммита и его жены. Она получила официальное образование в детстве на острове Гоцо, а затем училась в Мальтийском университете, где изучала английскую литературу и лингвистику, которую окончила в 1973 году. Она также изучала юриспруденцию и в 1980 году получила диплом государственного нотариуса.
Её первые назначения на государственную должность включали должность председателя правления кооперативов и члена-основателя Комиссии по гендерному равенству.
Она была кандидатом от Лейбористской партии Мальты на пяти всеобщих выборах (1981, 1987, 1992, 1996, 2003), но так и не была избрана. Однако в 1982 году она была избрана членом национального исполнительного органа партии.
Спитери Дебоно занимала пост президента женской секции Лейбористской партии с 1993 по 1996 год.
В сентябре 1996 года премьер-министр Альфред Сант назначил Спитери Дебоно спикером Палаты представителей Мальты. Она стала первой женщиной, занявшей этот пост на Мальте, и в октябре 1998 года её сменил Антон Табоне.
В январе 2023 года Националистическая партия предложила ей должность комиссара по стандартам, однако она отказалась официально рассматриваться на эту кандидатуру, заявив, что не подходит для этой должности и не заинтересована в ней.

## Президентство
21 марта 2024 года стало известно, что Спитери Дебоно является основным кандидатом на пост президента Республики Мальта. На следующей неделе это было подтверждено в совместном заявлении, опубликованном канцеляриями премьер-министра и лидера оппозиции. Палата представителей Мальты единогласно проголосовала за избрание Спитери Дебоно 11-м президентом Мальты 27 марта 2024 года, став первым президентом, избранным с использованием новых конституционных реформ 2020 года, включая новое требование об одобрении кандидатуры президента двумя третями голосов парламента.
Спитери Дебоно — третья женщина, занявшая пост президента Мальты, после Агаты Барбары и Мари-Луизы Колейро Прека. Она также является третьим человеком с Гоцо, назначенным на этот пост, после Антона Буттиджича и Ченсу Табоне.
Её инаугурация состоялась 4 апреля 2024 года.
Во время своего назначения она призналась, что является технофобом, у неё есть телефон-раскладушка и она предпочитает диктовать свои письма и другую корреспонденцию помощнику, отправляя электронные письма на адрес электронной почты, указанный на имя её мужа.

## Личная жизнь
Большую часть своей взрослой жизни Спитери Дебоно прожила в Биркиркаре, Мальта. Она замужем за нотариусом Энтони Спитери Дебоно, и у них трое детей: Елена, Джордж и Мария Кристина. У Спитери Дебоно и её мужа четверо внуков: Александра, Пол, Пиппа и Беппе.

## Почести

### Национальные награды
- Великий магистр и почётный кавалер Мальтийского национального ордена «За заслуги», по праву президента Мальты
- Великий магистр ордена «На благо Республики», по праву президента Мальты